# Horacio Rodolfo de Sosa
Horacio Rodolfo de Sosa Cordero, 10º Marqués de Sosa (Buenos Aires, 29 de junio de 1945 - Mónaco, 12 de junio de 2014), fue un pintor, escultor y ceramista argentino. Pertenecía a una antigua familia aristocrática española que se remonta al siglo XIV en las tierras de Castilla. Único hijo varón de Don Rodolfo María de Sosa Cordero y Dña. Ángela Marcó del Pont. Sus primeros estudios los realiza con los padres jesuitas, quienes despiertan su vocación por el arte.
En 1965, se instala en París, Francia y traba una larga amistad con Alberto y Diego Giacometti, con quien colabora, a petición del escultor en la última etapa de su vida, para realizar algunas pátinas, especialmente para el Museo Picasso - Hotel Salé París. En esa misma época también conoce a Francis Bacon, Pablo Picasso, la vizcondesa Marie-Laure de Noailles, Antenor Patiño, Porfirio Rubirosa, Charles de Beistegui, Alexis de Redé, Emilio Terry, Aristóteles Onassis y su hija Cristina, entre otras personalidades internacionales que comienzan a coleccionar sus obras.
En 1980 es invitado a participar en la Bienal de Venecia en la exposición Aperto 80, donde expone la obra "Entartete Kunst" o "Art Degeneré",  pintura realizada en 1977, en Roma, en el atelier del artista, en Plaza Navona y retomada en 1980 para ser expuesta en esta exposición. Es miembro precursor del movimiento de la Transvanguardia junto a Sandro Chia, Francesco Clemente, Mimmo Paladino, Nicola De Maria y Enzo Cucchi, pero nunca se adhiere a ningún movimiento pictórico y se limita a participar.
Además de ser un gran pintor y escultor, Cordero fue escritor, fotógrafo, ceramista, diseñador de joyas y mobiliario en bronce, habiendo diseñado para el famoso arquitecto y decorador de fama internacional Juan Pablo Molyneux.
Horacio Cordero, vivía y trabajaba en Nueva York, Montecarlo, París, Londres, Italia y Buenos Aires. Afiliado a ADAGP, firmaba sus obras como: Horacio Cordero.
Fallece el 12 de junio de 2014, pocos días antes de cumplir 69 años, en el Hospital de Mónaco "Princesa Grace", después de una larga enfermedad.
La Fundación "Horacio Cordero" es la única autorizada a dar opinión o establecer certificados de autenticidad de su obra. Actualmente está elaborando el catálogo razonado de Horacio Cordero. Pintura - Escultura

## Premios obtenidos[5]

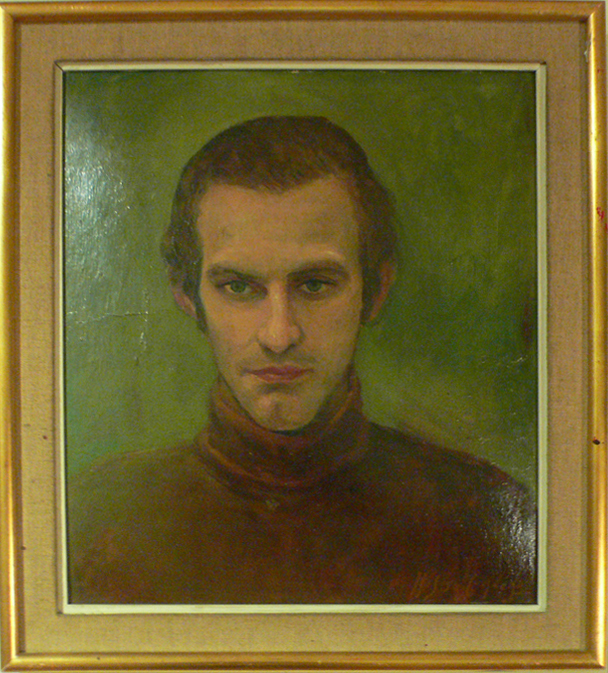
Autorretrato Horacio Cordero
óleo sobre cartón, 45 x 56 cm
París, 1963
Referencias:
Exposición: Le Petit Galerie, Río de Janeiro - Brasil, 1964
Exposición: Galerie Antares, Cannes - France, 1978
Reproducido. en la obra pictórica de Horacio Sosa Cordero por Cesar Magrini, Ediciones Roncoroni, Buenos Aires, 1977, pág. bibliografía.
Reproducido en Catálogo razonado de la obra pictórica de Horacio Cordero, bajo el número 1 del catálogo razonado tomo 1.º. (actualmente en preparación)
Colección Privada, Buenos Aires - Argentina

- 1961 - 1.er Premio para artista extranjero. Salón de pintura de Río de Janeiro, Brasil con el voto de: Cándido Portinari, Emiliano de Cavalcanti y A. Gignard.
- 1970 - 1.er Premio Salón de Pintura Hebráica Argentina, con el voto de: Claro Betinelli, Ideal Sánchez, H. Irureta.
- 1974 - Salón Nacional Buenos Aires. Argentina. 1.er Premio pintura.
- 1974 - Premio Carmen Arozena, Madrid España.
- 1974 - Mención de Honor, Salón de Salta, Argentina.
- 1983 - Ha participado como Jurado de Honor en el Salón de Pinturas, Bogotá - Colombia, junto a: Alejandro Obregón, Fernando Botero, Pierre Restany.

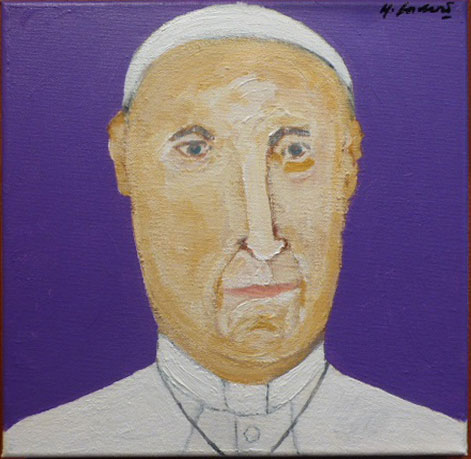
Retrato Su Santidad papa Francisco
acrílico sobre tela, 0,30 x 0,30 m
París, 4 - IV - 2013
Colección Privada, Estado del Vaticano, Italia.

- 1986 - Bienal Iberoamericana.

## Obras de Horacio Cordero en colecciones internacionales
- Argentina: Iglesia Nuestra Señora del Tránsito, en Salta. (Vía crucis, compuesto por las Xll estaciones en óleos de 70 x 50 cm, realizado en 1972, por encargo de Monseñor Casado, más tarde Obispo de la Ciudad de Salta, Argentina.)
- Argentina: Museo Municipal de Bellas Artes de Mar del Plata.
- Argentina: Museo de Bellas Artes de Corrientes.
- Argentina: Museo de Bellas Artes de la Boca "Benito Quinquela Martín". Buenos Aires.
- Argentina: Museo Municipal de Arte Moderno de Mendoza.
- Argentina: Museo Municipal de Bellas Artes Juan B. Castagnino, Rosario.
- Argentina: Museo Municipal,  Santa Fe.
- Argentina: Museo Ramón Gómez Cornet, Santiago del Estero.
- Argentina: Museo de Bellas Artes de Paraná, Entre Ríos.
- Argentina: Museo de Bellas Artes Fundación Hugo Irureta, Tilcara.
- Argentina: Museo Terry,  Jujuy.
- Argentina: Museo de Tandil.
- Argentina: Círculo Militar Argentino, Buenos Aires (Batalla de Obligado).

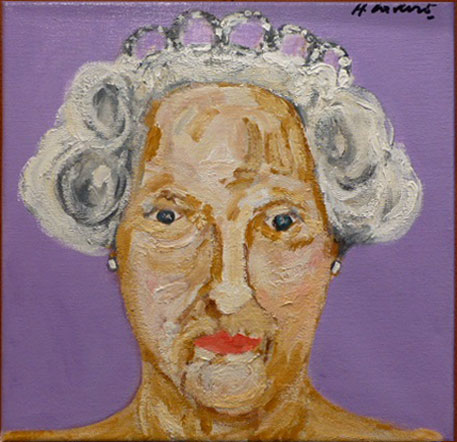
SM Queen Elizabeth II
óleo sobre tela, 30 x 30 cm
Londres, 2001
Colección Privada, Windsor Inglaterra.

- Argentina: Dirección de Cultura de Salta.

- Argentina: Dirección de Cultura de Jujuy.
- Argentina: Dirección de Cultura de Neuquén.
- Bélgica: Fundación Veranemann Ganz.
- Bolivia: Museo Nacional de Bellas Artes, La Paz.
- Brasil: Museo de Arte Moderno de Río de Janeiro.
- Brasil: Museo de Arte Moderno de San Salvador de Bahía.
- Chile: Museo Nacional de Bellas Artes, Santiago de Chile.
- Cuba: Fundación Horacio Cordero, La Habana.
- EE.UU: The Museum of Modern Art MOMA, New York.
- EE.UU: Museo de Arte Latinoamericano.
- Francia: Museo Arte Moderno, París.
- Francia: Museo Libertador General San Martín, Boulogne-sur-Mer.
- Francia: FNAC: Fondo National Art Contemporain, París.
- Holanda: Museo de Arte Moderno de Ámsterdam.
- Italia: Fundación Lucio Amelio, Nápoles.
- Italia: Yacht Club Porto Rotondo, Cerdeña.
- Mónaco: Yacht Club, Principado de Mónaco.
- Paraguay: Museo Nacional de Bellas Artes de Asunción.

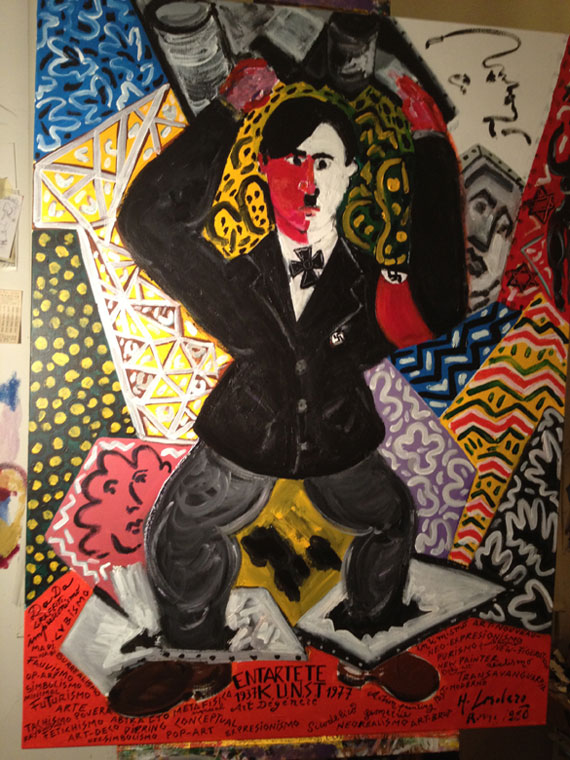
Entartete-Kunst o Arte Degenerado
óleo y acrílico sobre tela, 90 x 130 cm
Roma, 1977 / 1980
Exposiciones:
1980 - Bienal de Venecia Italia. "APERTO 80".
1981 - Lennox Gallery, New York USA. Exposición 4 C. (Chia Clemente, Cordero, Cucchi)
1983 - Galería Lucio Amelio, Nápoles, Italia.
1983 - Musée Art Moderne de la Ville de París, Francia. "Le Nouvel Figuración".
1984 - .ART FAIR, Londres, England. Galerie Lavrov París.
1985 - ART BASEL, Galerie d’Eendt, Ámsterdam. (Kieffer, Cordero, Baselitz, Schnabel.)
1986 - Galería Vijande. Madrid, España.
1987 - Galerie Matignon 32. Exposition Master Pieces, precursores de la Transavanguardia: Cordero, Chia, Clemente, Cucchi. (4 C)
2004 - ART FAIR PALM BEACH. Lennox Gallery, Miami, USA.
Colección Privada, París - Francia.

## Exposiciones selectivas
- 1964 - Le Petit Galerie. Río de Janeiro - Brasil.
- 1965 - Galerie de Seine. París - Francia.
- 1966 - Galería Wildenstein. Buenos Aires – Argentina.
- 1967 - Galerie de Seine. París – Francia.
- 1968 - Le Petit Galerie. Río de Janeiro – Brasil.
- 1970 - Museo Río de Janeiro – Brasil.
- 1975 - Galería Van Riel (4 salas). Buenos Aires – Argentina.
- 1976 - Galerie Antares. Cannes – Francia.
- 1977 - Quinquela Martín, H. Sosa Cordero, Galería Rocca & Birger. Buenos Aires – Argentina.
- 1977 - Galería H. Buenos Aires – Argentina.
- 1978 - Museo de Arte Moderno de Bahía. San Salvador de Bahía – Brasil.
- 1979 - Museo de Arte Moderno. Santiago de Chile – Chile.
- 1980 - C.A.R.A.T. Galerie Iris Clert. Neuilly-Sur-Seine - Francia.
- 1980 - Bienal de Venecia (Aperto 80). Venecia – Italia.
- 1980 - Galería Lucio Amelio. Nápoles – Italia.
- 1981 - Galería Durban. Madrid – España.
- 1982 - Grand Palais. París – Francia.
- 1983 - Galerie Lavrov. París – Francia.

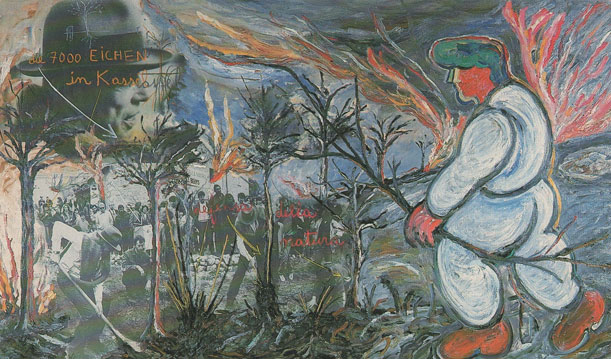
Difesa Della Natura
Colaboración: Horacio Cordero/Josef Beuys.
óleo sobre tela, 280 x 160 cm
Colección, Museo de Arte Moderno de Ámsterdam, Holanda

- 1983 - Galerie ABC. Casablanca – Marruecos.
- 1984 - I Air Fair London. Galerie Lavrov.
- 1984 - L’oeil de Boeuf. Cérès Franco. París – Francia.
- 1985 - FIAC París – Francia.
- 1985 - Futura Gallery. Londres – Inglaterra.
- 1985 - Brompton Gallery. Londres – Inglaterra.
- 1986 - Galería de Van Dyck. Eindhoven – Holanda.
- 1986 - Galerie d’Eendt. Ámsterdam – Holanda.
- 1986 - Arco. Madrid – España.
- 1987 - Galería Penagos. Bogotá – Colombia.
- 1988 - Brompton Gallery. Londres – Inglaterra.
- 1990 - Lennox Gallery. Nueva York - USA.
- 1995 - Lennox Gallery. Nueva York – USA.
- 2000 - Palm Beach Art Fair. Lennox Gallery. Nueva York – USA.
- 2004 - Lennox Gallery. Miami, Florida - USA.
- 2006 - Lennox Gallery. Nueva York - USA.
- 2006 - Christie's (DECO.) Nueva York – USA.
- 2009 - Fundación Celita de Cárdenas. Montecarlos. ECO – PARADE, (Monumental – Sculpture). Montecarlo - Mónaco.
- 2011 - Bienal de Venecia. Francis Bacon, Horacio Cordero. Venecia – Italia.
- 2011 - Galerie Harter. 5NewWorks (Sculptures). Nize - Francia. (febrero - abril)
- 2011/12 - Galerie Art Contemporain Jean-Pierre Harter. Nice - Francia. (octubre de 2011 - abril de 2012). Exposición "Las Meninas after Velázquez".
- 2012 - Museo Picasso. París - Francia. (mayo - septiembre). "Las Meninas after Velázquez". Pinturas, gouaches, esculturas.
- 2012 - Galerie Matthieu Monluc (3 rue de Beaune, 75007). París - France (mayo - junio). Exposición "MASQUES", 20 Piezas únicas Carre Rive Guache, pinturas sobre "boîtes de camembert", técnica mixta, diámetro 20 cm (catálogo).
- 2014 - Gagosian Gallery. Nueva York - USA.

## Exposiciones colectivas
- 1964 - Le Petit Galerie. Río de Janeiro – Brasil. - Cavalcanti, Cordero.
- 1972 - Galería Egan. Madrid – España. - Cordero, Lam, Matta, March, Petorutti.
- 1980 - Galerie L’oeil de Boeuf. París – Francia. - Chia, Clemente, Cordero, Cucchi, (4C).
- 1982 - Transavanguardia. Galería Vijande. Madrid – España.
- 1986 - Art Fair Cologne. Galerie d’Eendt. Cologne- Alemania. - Chia, Cordero.
- 1988 - “The New Painter”. Brompton Gallery. Londres – Inglaterra.
- 1990 - Lennox Gallery. Nueva York - USA – Basquiat, Chia, Cordero, Haring.
- 1992 - Galerie 32 Matignon. París – Francia. – Cordero, Rotella.
- 2004 - Art Fair Palm Beach. Lennox Gallery. Miami, Florida – USA.  – Cordero, Kuper.
- 2007 - Christies (Designer). Nueva York - USA. H. Cordero,  J.P Molyneux.
- 2009 - ECO PARADE, Esculturas. – Montecarlo – Mónaco.
- 2012 - Museo Benaki. Athenas - Grecia (mayo - octubre). Exposition Bijoux de Artistes.
- 2012 - FAAMIAMI Art Basel 2012 (diciembre). Francis Bacon / Horacio Cordero "Atelier Francis Bacon", pinturas 1984.
- 2012 - Metropolitan Museum of New York. Horacio Cordero / Juan Pablo Molyneux. "Piezas Únicas", mobiliario en bronce.
- 2012/13 - Museo de Valencia. España (noviembre de 2012 - febrero de 2013). Exposition Bijoux de Artistes.
- 2013 - Museum Art Modern of Miami, USA (febrero - abril de 2013). Bijoux de Artistes Horacio Cordero, PabloPicasso, Alberto Giacometti, Jeff Koons.
- 2013/14 -Seoul Museum of Art. Bijoux de artistes Horacio Cordero, Jeff Koons, Pablo Picasso, Alberto Giacometti. (Horacio Cordero expone su célebre colección de joyas "Homenaje a Diaghilev".

## Literatura del autor
- 1980 - New York Art Magazine. "Gio Ponti, Ettore Solass, Alvar Aalto".
- 1980 - New York Art Magazine. "Diego Giacometti"
- 1989 - Catálogo Raissonne Oscar Domínguez, París, Edición Euroarte.
- 1991 - “Etre Elegant”. Editorial Plon, París.
- 1992 - "Francis Bacon My Friend". Editorial Euroarte, París.
- 1992 - “Erotelica de Rotella”, colaboración", Editorial Euroarte.
- 1999 - “How to get married to a millionaire”, Editorial Futura, New York.
- 2000 - “J.P. Molyneux, bronze designer “.Editorial Euroarte. Italia.
- 2004 - “Mimmo Rotella. Secreto. Colaboración". Editorial Euroarte París.
- 2010 - “Francis Bacon, Secreto”. Ministerio de Cultura, Argentina, Publicación.